# Мітхун Чакраборті
Митху́н Чакрабо́рті (бенг. মিঠুন চক্রবর্তী Miṭhun Chôkroborti, гінді मिथुन चक्रवर्ती; *16 червня 1950, Калькутта, Індія) — індійський актор кіно, який знявся у більш ніж 350 кінострічках та є одним із найвідоміших акторів Індії.

## Біографія
Народився 16 червня 1950 року у місті Калькутта. У дитинстві навчався у Шотландському церковному коледжі у місті Калькутта.
Закінчивши середню школу наприкінці 60-х років, Мітхун довго не міг знайти роботу. Навкруги панувала бідність, корупція та несправедливість, тож юнак із безвиході вирішив приєднатись до лівоекстремістського молодіжного руху наксалітів, котрі називали себе «захисниками бідних верств населення» та збройним методом відстоювали свої ідеї і хотіли захопити владу у країні. Заколот наксалітів було жорстоко придушено владою. Багато друзів Мітхуна було страчено або кинуто за ґрати. Задля порятунку сина від суду батько відправив юнака у 1971 році до дядька у Бомбей.
У місті Бомбей Мітхун влаштувався торговим представником однієї косметичної компанії та близько року їздив по всій країні, рекламуючи та продаючи парфумерні вироби. Якось молодикові трапилось оголошення про набір на акторський факультет Інституту кіно і телебачення у містечку Пуна, Мітхун не вагаючись вирішив втілити давню мрію стати кіноактором. На початку виникли труднощі з прийомом молодого Мітхуна через його походження, але завдяки своєму талантові та зовнішності йому вдалося скласти вступні іспити і вступити до Інституту кіно і телебачення, який він закінчив із золотою медаллю.

## Акторська кар'єра
Будучи студентом, Мітхун знявся у кінострічці «Королівське полювання» відомого режисера Мрінала Сена. Хоч цей фільм і був успішним, але далі впродовж кількох років Мітхур Чакраборті грав лише в епізодичних ролях. Далі молодий актор знявся у фільмі «Королівське полювання», де зіграв трагічну роль простого мисливця з племені санталів. Задля якнайкращого виконання ролі, актор деякий час провів у справжньому племені санталів, вивчаючи їх спосіб життя, обряди та звичаї, навіть брав участь у полюваннях разом із плем'ям. У 1976 році фільм «Королівське полювання» вийшов на кіноекрани країни та мав великий успіх. На національному кінофестивалі стрічку нагороджено премією «Золотий Лотос», а Мітхуна Чакраборті було визнано найкращим кіноактором Індії.
У 1980 році Актор Мітхур Чакраборті знявся у понад 10 фільмах, один із яких «Наксаліти» режисера Хваджа Ахмед Аббаса. У цьому фільмі Мітхун зіграв роль юнака жебрака Амар Каля. Для самого актора фільм став нагадуванням його революційної молодості, коли він сам був у наксалітах. Оскільки по всьому світу у кінці 70-х років стала популярна музика у стилі «Диско», то у 1983 році Індійська кіноіндустрія випустила фільм «Танцюрист Диско» у головній ролі якого зіграв Мітхун Чакраборті. Ця стрічка принесла актору шалену популярність. У тому ж році він потрапив у п'ятірку провідних акторів індійського кінематографу. Після цього на Мітхура звідусіль посипались пропозиції від продюсерів та режисерів на ролі у нових фільмах. Щоб досягти такої слави, Мітхуну довелось пройти важкий шлях — він вивчив хінді, займався дзюдо і карате. Актор міг одночасно зніматись у 5 стрічках та був беззаперечним лідером та кіноактором номер один в Індії на ряду з Амітабхом Баччаном. В Україні Мітхун Чакраборті також відомий серед старшого покоління. Стрічки за його участю у 90-х роках часто транслювались по телебаченню та в кінотеатрах. Він став обличчям індійського кіно.
У 1986 році Мітхуна Чакраборті визнано найбільшим платником податків серед фізичних осіб Індії. І дотепер актор лишається одним із найзаможніших людей своєї країни.

## Фільмографія (найвідоміші стрічки)
- 1976 — Королівське полювання (Mriigayaa)
- 1979 — Захист (Surakshaa)
- 1980 — Нас п'ятеро (Hum Paanch)
- 1981 — Я та мій слон (Main Aur Mera Haathi)
- 1981 — Біс у ребро (Shaukeen)
- 1983 — Танцюрист диско (Disco Dancer)
- 1983 — Карате (Karate)
- 1983 — Скарб древнього храму (Taqdeer)
- 1984 — Вороги (Baazi)
- 1984 — Материнська клятва (Kasam Paida Karne Wale Ki)
- 1984 — Як три мушкетери (Jagir)
- 1986 — Добре серце (Dilwaala)
- 1986 — Тенета кохання (Jaal)
- 1986 — Краще за рай (Swarag Se Sunder)
- 1986 — Вічність (Muddat)
- 1986 — Історія життя (Zindagani)
- 1986 — Істина у дзеркалі (Sheesha)
- 1986 — Сестри (Aisa Pyaar Kahan)
- 1987 — Танцюй, танцюй (Dance Dance)
- 1987 — Родина (Parivaar)
- 1987 — Ненависть (Mera Yaar Mera Dushman)
- 1988 — Храм кохання (Pyar Ka Mandir)
- 1989 — Гуру (Guru)
- 1989 — Клятва кохання (Prem Pratigyaa)
- 1990 — Командос (Pyaar Ke Naam Qurban)
- 1990 — Вогненний шлях (Agneepath)
- 1990 — Бог кохання (Pyar Ka Devta)
- 1991 — Біла велич (Jhoothi Shaan)
- 1991 — Третє око Шиви (Trinetra)
- 1991 — Заступник (Numbri Aadmi)
- 1992 — Солдат закону (Zakhmi Sipahi)
- 1992 — Танцівниця кабаре (The Heart Knows)
- 1993 — Квітка та полум'я (Phool Aur Angaar)
- 1993 — Відчужений (Tadipaar)
- 1993 — Шахи (Shatranj)
- 1994 — Образа (Naaraaz)
- 1994 — Гепард (Cheetah)
- 1995 — Дон (Don, The)
- 1995 — Жадаючий помсти (Ahankaar)
- 1996 — Помста (Jurmana)
- 1996 — Прощення (Muqaddar)
- 1996 — Розлючений (Angaara)
- 1997 — Крутий (Krantikari)
- 1997 — Сурадж (Suraj)
- 1997 — Закоханий (Gudia)
- 1998 — Володар (Ustadon Ke Ustad)
- 1999 — Безликий (Benaam)
- 2000 — Помста слона (Jodidar)
- 2001 — Бенгальський тигр (Bengal Tiger)
- 2001 — Руйнівник (Bhairav)
- 2002 — Метелик (Titli)
- 2005 — Сутичка (Elaan)
- 2005 — Лакі: Не час для кохання (Lucky: No Time for Love)
- 2005 — Класичний танець кохання (Classic Dance of Love)
- 2006 — Віддаю тобі серце (Dil Diya Hai)
- 2007 — Гуру (Guru)